# 湯沢市立稲川小学校
湯沢市立稲川小学校（ゆざわしりつ いなかわしょうがっこう）は、秋田県湯沢市川連町にある公立小学校。

## 概要
川連小学校、三梨小学校、稲庭小学校、駒形小学校の4校を統合して2022年4月に開校した。校舎は川連小学校のものを再利用している。
開校に伴い、放課後児童クラブの「稲川児童クラブ」（いなかわキッズ）が学校に隣接する土地に開設された。

## 沿革
以下、注釈の無い項目は学校の公式サイトの情報によるもの。
- 2022年（令和4年）
  - 4月1日 - 開校。
  - 4月6日 - 開校式と最初の始業式を挙行。
  - 4月8日 - 第1回入学式挙行。最初の新入生は37名[5]。この新入生を含め、全校児童248名でスタートを切った。
- 2023年（令和5年）3月14日 - 13時30分から、第1回卒業式挙行[6]。

## 進学先中学校
- 湯沢市立稲川中学校

## 周辺
- 国道398号

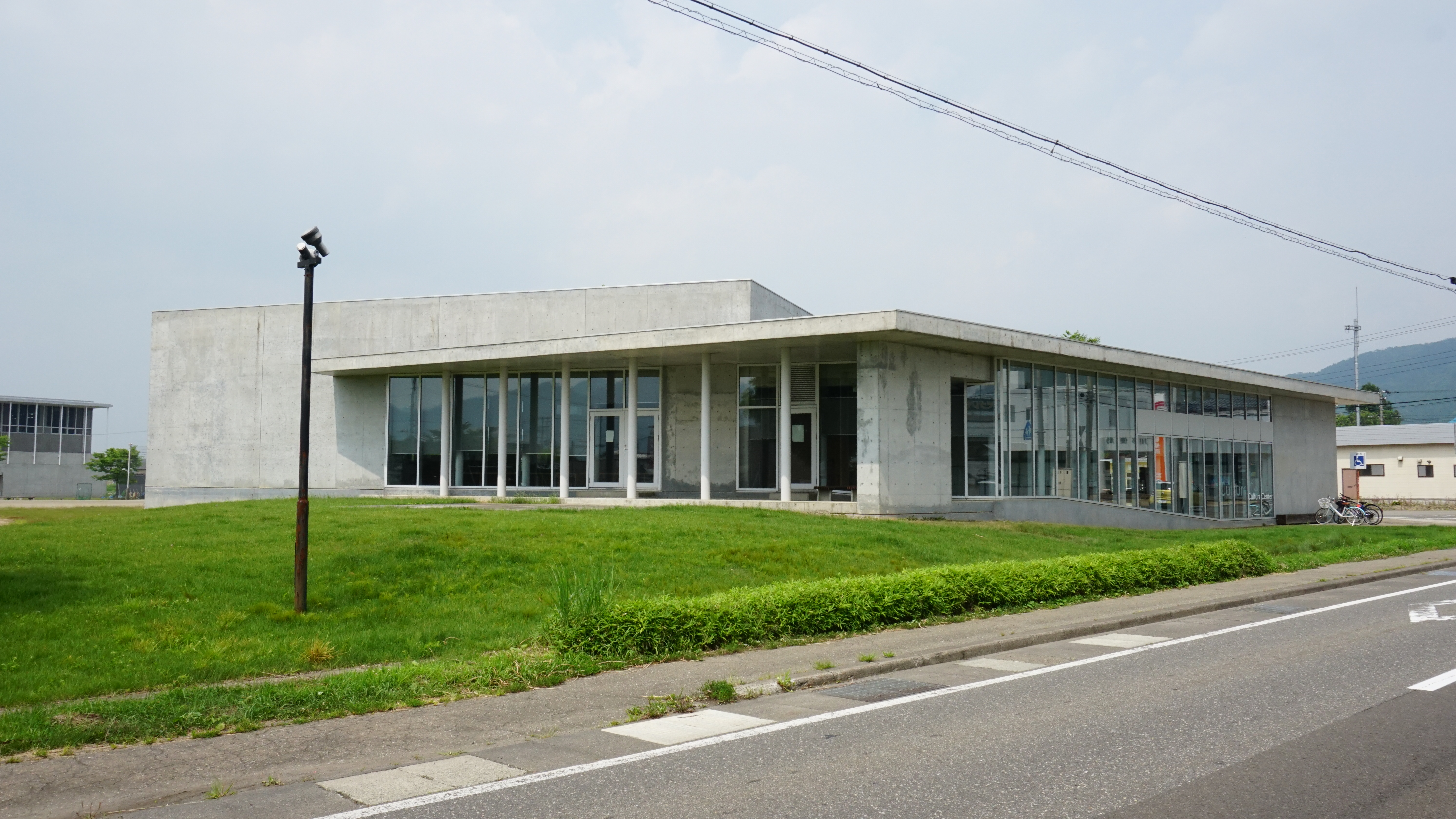
稲川カルチャーセンター（同一敷地内）
- いなかわキッズ
- 稲川郵便局
- 湯沢警察署稲川交番
- 北都銀行 稲川支店
- 羽後信用金庫 稲川支店
- ビフレ 稲川店
- セブン-イレブン 湯沢川連町店

- 稲川カルチャーセンター